# Donald Powell
Donald Powell, britanski general, * 1896, † 1942.